# Heinrich Döring (Politiker)
Johann Heinrich Döring (* 12. Januar 1823 in Nieder-Werbe; † 17. Oktober 1891 ebenda) war ein deutscher Bürgermeister und Politiker.
Döring war der Sohn des Gutsbesitzers und Zieglers Philipp Döring (1792–1869) und dessen Ehefrau Karoline geborene Kiepe (1799–1878). Er heiratete am 9. Februar 1851 in Nieder-Werbe Wilhelmine Münch aus Geilershausen (1825–1861). 1856 bis 1873 war er Bürgermeister in Nieder-Werbe. 1860 bis 1869 gehörte er dem Landtag des Fürstentums Waldeck-Pyrmont an. Er wurde im Wahlkreis Kreis der Eder gewählt.